# Grande Prêmio da Grã-Bretanha de 2016
Grande Prêmio da Grã-Bretanha de 2016 (formalmente denominado 2016 Formula 1 British Gran Prix) foi a décima etapa da temporada de 2016 da Fórmula 1. Foi disputado no dia 10 de julho de 2016 no Circuito de Silverstone, Silverstone, Grã-Bretanha.

## Relatório

### Antecedentes
Na manhã desta sexta-feira (8), a Ferrari encerrou as especulações sobre o futuro e anunciou a renovação do contrato de Kimi Räikkönen. Isso quer dizer que o finlandês segue como companheiro de equipe de Sebastian Vettel na temporada 2017 da F1. O campeão de 2007, era alvo constante de rumores, especialmente porque seu atual acordo era válido apenas por um ano. Além disso, a vaga do nórdico era considerada uma das mais valiosas do grid, evidentemente, e posto chave para o mercado de pilotos do Mundial para o próximo ano. Agora, a escuderia decidiu seguir com sua dupla.
Com a confirmação de Räikkönen na Ferrari em 2017, o dono da Force India, Vijay Mallya, confirmou a permanência de Sergio Pérez e Nico Hulkenberg.
Durante o primeiro treino livre, Ferrari instala segunda versão do Halo no carro de Vettel e realiza novo teste de pista. A peça que escolhida para ampliar a proteção dos pilotos dentro do cockpit. A equipe italiana, que já havia feito um ensaio com o equipamento durante os dois dias finais da pré-temporada, voltou a instalar o recurso em seu carro na semana passada, na Áustria. Durante os primeiros minutos do segundo treino livre para o GP da Inglaterra, o alemão deixou os boxes para uma volta de instalação. Na véspera dos treinos no Red Bull Ring, o time vermelho já havia feito um primeiro teste, mas dentro das garagens. Na verdade, foi um ensaio para avaliar a eficiência da peça em caso de acidente em que é necessária a remoção do piloto. Os membros da equipe médica da F1, bem como os comissários da FIA (Federação Internacional de Automobilismo), acompanharam todo o procedimento. E, de acordo com informações da mídia europeia, o resgate levou cerca de dez minutos para retirar o piloto – no caso, um mecânico da Ferrari – de dentro do carro.

### Treino Classificatório
Q1
Devido a ausência de Marcus Ericcson, que foi para o hospital realizar exames após o forte acidente no treino livre da manhã, apenas cinco pilotos foram eliminados no Q1. Felipe Nasr ficou com o último tempo dentre os 21 (1m33s544) e largará à frente apenas de seu companheiro de equipe. A dupla da Manor, Pascal Wehrlein e Rio Haryanto também foi eliminada, assim como Jolyon Palmer, da Renault. O curioso caso ficou por conta de Jenson Button, que foi da decepção à euforia e à decepção novamente. O piloto da casa terminou na zona de corte, em 17º, mas a McLaren acusou Kevin Magnussen de ter colocado todas as rodas fora da pista ao atacar uma das zebras, o que provocaria a perda de sua melhor volta e, consequentemente, a inversão de posições com o inglês. Button chegou a correr para os boxes da McLaren, colocar o macacão e o capacete novamente, mas a Renault recorreu a direção de prova decidiu não punir o dinamarquês. Rosberg (1m30s724) e Hamilton (1m30s739) fizeram os melhores tempos, seguidos de Verstappen, Raikkonen, Vettel e Ricciardo. Felipe Massa passou em 9º.
Q2
A segunda parte do treino classificatório marcou a eliminação de Felipe Massa. Sem conseguir encontrar um bom ritmo, o brasileiro acabou com o 12º tempo, 1m32s002, enquanto Bottas avançou em sétimo. Também deram adeus foram: Sergio Pérez, Romain Grosjean, Esteban Gutiérrez, Daniil Kvyat e Kevin Magnussen. Quem quase caiu fora foi Raikkonen. O finlandês rodou em sua primeira volta rápida, fritou pneus na segunda e só garantiu um lugar no Q3 em sua terceira tentativa. Os mais rápidos foram Hamilton (1m29s243) e Rosberg (1m29s970), acompanhados de longe por Verstappen, Vettel e Ricciardo. Sainz avançou em oitavo, Alonso levou a McLaren ao Q3 pela quarta vez, e Hulk completou o top 10.
Q3
Rosberg foi o primeiro a marcar tempo no Q3, com 1m29s606. Mas Hamilton veio logo na sequência, anotou 1m29s339 e assumiu a primeira posição. Após a primeira rodada de voltas rápidas, Verstappen aparecia em terceiro, seguido por Ricciardo, Raikkonen e Vettel. Porém, Hamilton teve a melhor volta excluída por ter desrespeitado os limites da pista na curva 9 e ficou provisoriamente sem tempo. Com isso, Rosberg subiu para primeiro.
Com isso, Hamilton voltou à pista nos minutos finais para o tudo ou nada. O inglês não de intimidou com a pressão. Fez a melhor primeira parcial, uma boa segunda parcial e a melhor terceira parcial e cravou 1m29s287 para tomar, agora de vez a pole. Rosberg não conseguiu baixar seu tempo e terminou em segundo. Verstappen, Ricciardo, Raikkonen, Vettel, Bottas, Hulkenberg, Sainz e Alonso completaram os dez primeiros. Vale ressaltar que Vettel perde cinco posições por ter trocado o câmbio..

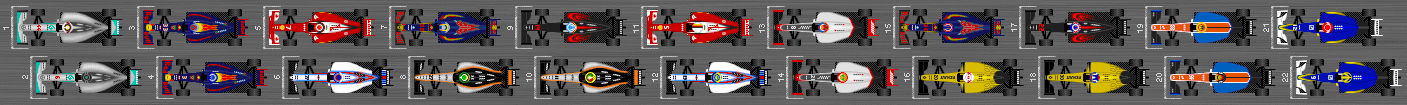
Grid de Largada

### Corrida

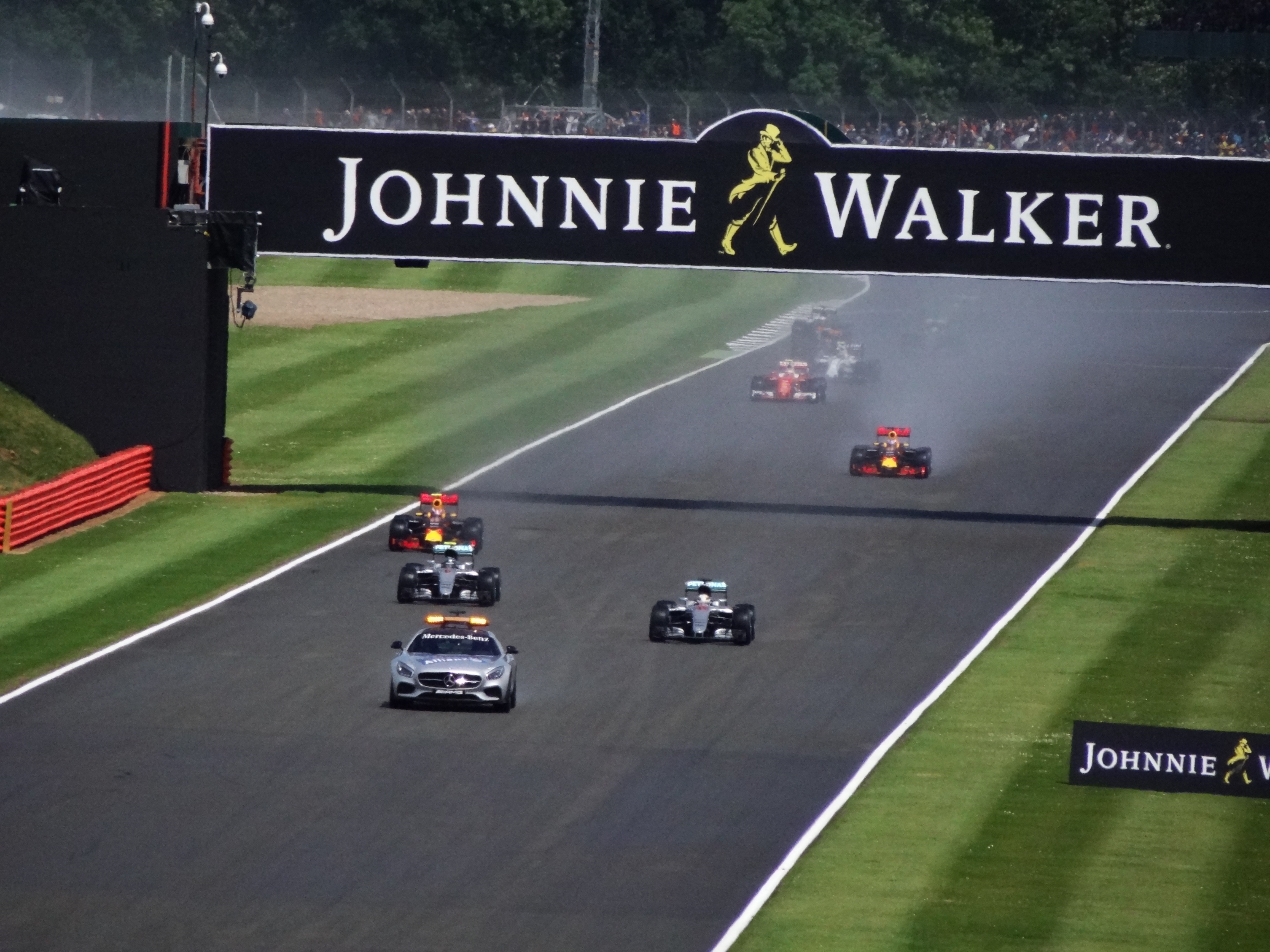
A corrida foi inciada com carro de segurança.

A pancada de chuva foi forte, mas rápida e parou pouco antes da hora marcada para a largada. O asfalto, porém, estava muito molhado e a corrida precisou ser iniciada sob Safety Car. Todos os pilotos optaram por começar com pneus de chuva extrema (faixa azul). O spray criado com a passagem dos carros era tão forte que Hamilton, devido a pouca visibilidade, quase bateu no carro de segurança. Só que a pista foi secando, e alguns já cogitavam colocar compostos intermediários (faixa verde). No entanto, eles só poderiam entrar nos boxes na volta que o Safety Car saísse da pista.
Foram 6 voltas atrás do Safety Car até a largada. Quando o carro de segurança saiu, o pole Hamilton seguiu na pista e administrou a liderança, seguido de Rosberg, Verstappen e Ricciardo. Enquanto isso, Raikkonen, Bottas, Sainz, Hulk, Alonso, Vettel, Grosjean e Magnussen, Werhelein e Gutiérrez optaram por ir aos boxes para colocar pneus intermediários (faixa verde). Com isso, Massa subiu para sexto, logo atrás de Pérez, e acompanhado por Kvyat, Button, Palmer, Haryanto, Nasr e Ericsson, que também seguiram na pista.
Ricciardo, Massa , Kvyat, Button e Haryanto foram aos boxes na volta seguinte para também colocar pneus intermediários. Paralelamente, Wehrlein parava na brita após rodar. Com isso, foi acionado o Safety Car Virtual, onde os pilotos precisavam obedecer uma velocidade máxima em todo o circuito. Os primeiros colocados, Hamilton, Rosberg, Verstappen e Pérez, aproveitaram para trocar seus pneus e mantiveram-se nas quatro primeiras colocações. Nasr e Ericsson também foram aos boxes e retornaram em 15º e 19º, respectivamente. Com isso, todos os pilotos já estavam com pneus intermediários. Pérez, Massa e Nasr foram os que mais lucraram na rodada de pit stops. O mexicano largou em 10º e pulou para quarto, à frente de Ricciardo e Raikkonen. O brasileiro da Williams partiu em 12º e ganhou 4 posições, assim como jovem brasuca da Sauber, que subiu de 19º para 15º. Já seu companheiro Ericsson abandonou. Bottas, que aparecia em 9º, rodou e caiu para 13º. Hulkenberg começou a pressionar Massa na busca pelo 8º lugar, mas o brasileiro fechou a porta e defendeu a posição.
Raikkonen deu um passeio na área de escape, mas retornou à pista. Lá na frente, Hamilton imprimia um bom ritmo e construía uma vantagem de mais de 4 segundos sobre Rosberg. Longe das primeiras posições, em 11º, Vettel foi o primeiro corajoso a colocar pneus para pista seca. O alemão pôs pneus médios (faixa branca) e retornou em 15º.  Lá na frente, Verstappen mostrou arrojo, aproveitou um erro de Rosberg e colocou por fora do alemão da Mercedes na curva Becketts, tomando a segunda colocação.
Após Vettel tomar a iniciativa, diversos pilotos decidiram colocar pneus para pista seca, como Raikkonen, Massa, Kvyat e Bottas. Durante o pit stop de Palmer, uma das rodas da Renault se soltou e o piloto foi punido com um stop and go.
Hamilton e Rosberg foram para os boxes. Com isso, Verstappen assumiu a liderança provisória. Mas por pouco tempo, já que ele também fez seu pit stop na volta seguinte. Vettel havia acabado de anotar a melhor volta quando perdeu o controle da Ferrari no traiçoeiro asfalto ainda úmido e rodou. O alemão estava em 12º. Após todos os pilotos colocarem pneus para pista seca, a classificação era a seguinte: Hamilton, Verstappen, Rosberg, Pérez, Ricciardo, Raikkonen, Sainz, Hulk, Massa e Alonso. Nasr aaparecia em 15º. Grosjean parou na Copse e foi mais um a deixar a corrida. Pressionando Massa, Alonso chegou a colocar duas rodas na grama para tentar ultrapassar o ex-companheiro, mas o brasileiro, mais uma vez, fechou a porta com categoria.
Buscando voltar a se aproximar de Massa, Alonso acabou rodando na curva Abbey e caiu para 13º. Bottas aproveitou para tentar passar o espanhol, mas passou reto na curva Aintree e acabou sendo superado por Nasr, que subiu para 14º.
Quem parou na brita foi Haryanto, o quarto a abandonar a prova. Com 6 segundos de vantagem sobre o segundo colocado Verstappen, Hamilton se distraiu e saiu da pista na curva 1. sorte dele que o holandês escapou na mesma curva. A diferença, porém, caiu para 4s5. Quem se aproveitou foi Rosberg, que se aproximou do jovem da RBR. Em quarto, quem aparecia era Ricciardo, que havia superado Pérez voltas antes.
Tentando se recuperar, Vettel colocou do lado de Kvyat na curva Stowe e assumiu o 10º lugar, entrando na zona de pontuação. Rosberg colou de vez em Verstappen e começou a pressionar o holandês. Melhor para Hamilton, que aproveitou a briga para abrir 7 segundos de vantagem na ponta. Alemão tentou mais dois botes em Verstappen, mas o prodígio holandês fechou a porta como um veterano nas duas ocasiões, defendendo o segundo lugar. No pelotão intermediário, Vettel partiu para cima de Massa e deu o bote em busca do 9º lugar. O alemão deu uma escapa e perdeu o ponto de tangencia da curva. Com isso, acabou empurrando Massa para fora da pista. O piloto da Ferrari foi punido com o acréscimo de 5s no tempo total.
Reclamando do desgaste dos pneus, Verstappen não conseguiu mais segurar Rosberg que, enfim, conseguiu reassumir a segunda posição. Em 10º, Massa entrou nos boxes e foi o primeiro piloto a colocar pneus macios (faixa amarela). O brasileiro retornou à pista em 13º. Palmer recolheu aos boxes e foi mais um a abandonar. Após se livrar de Verstappen, Rosberg abriu do holandês e começou a caçar Hamilton. O alemão reduziu a diferença para 5s. Porém, a cinco voltas do fim, Rosberg passou a enfrentar falhas no câmbio. Pelo rádio, a equipe informou: “Evite a sétima marcha, Nico”. Por causa do problema, o alemão viu Hamilton abrir 11s na frente, enquanto Verstappen começou a se aproximar perigosamente.

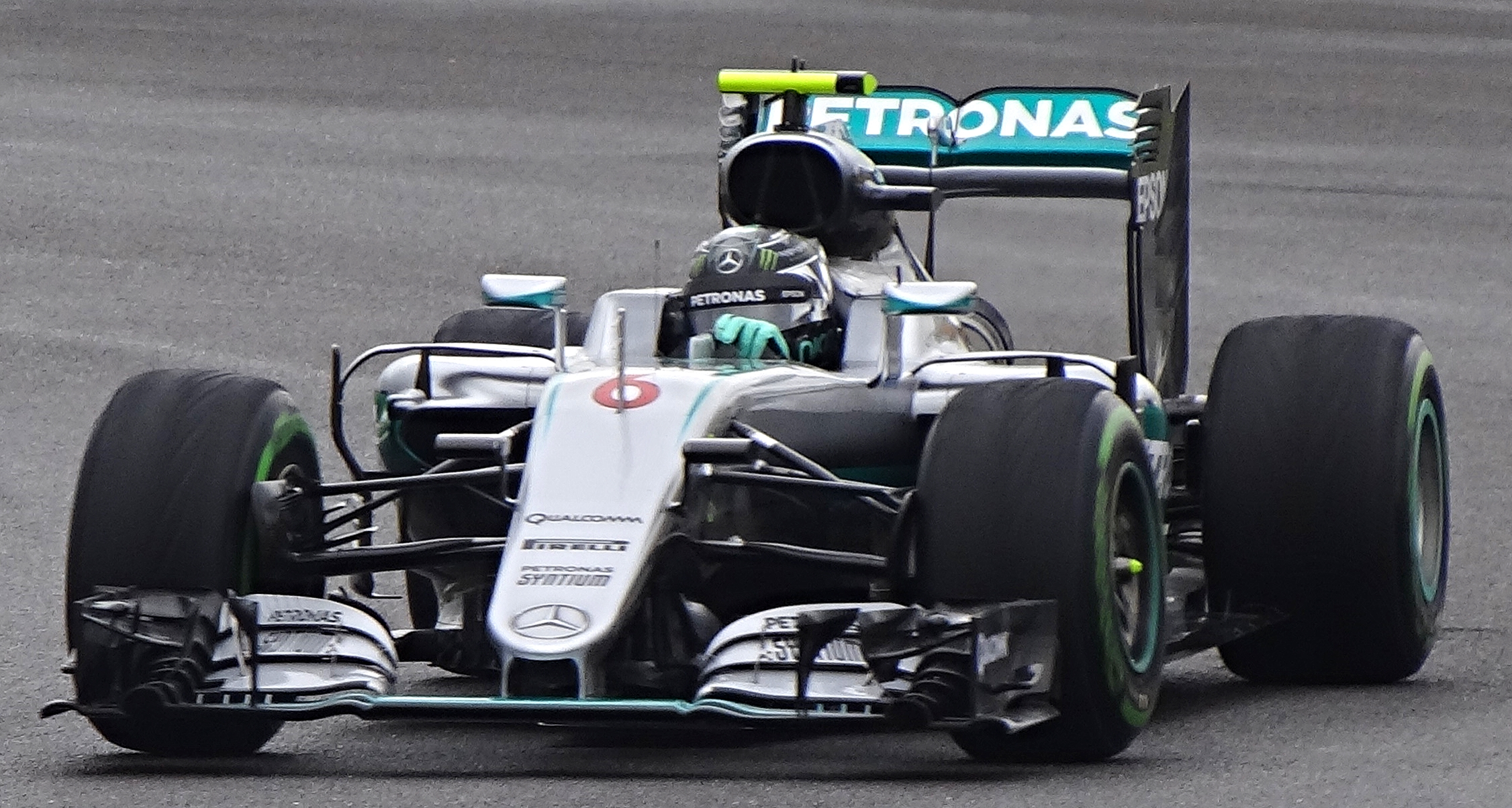
Nico Rosberg foi punido (10s) por ter ajudado a equipe no rádio a resolver um problema de câmbio.

A informação da equipe foi vital para que Rosberg conseguisse administrar o problema. A direção de prova, porém, passou a investigar o alemão, pois o aviso da equipe pelo rádio poderia significar uma infração à regra que limita as ajudas aos pilotos pelo rádio. Na última volta, a torcida aplaudia de pé Lewis Hamilton, que contornava na ponta dos dedos para vencer a corrida. Rosberg conseguiu se manter à frente de Verstappen, mas horas depois foi punido com o acréscimo de 10s por ter sido ajudado pela equipe no rádio a resolver um problema de câmbio nas voltas finais. Com isso, caiu para terceiro, trocando de posição com Max Verstappen, da RBR. Ricciardo, Raikkonen, Pérez e Hulkenberg vieram na sequência. Completaram o top 10: Sainz, Vettel e Kvyat.

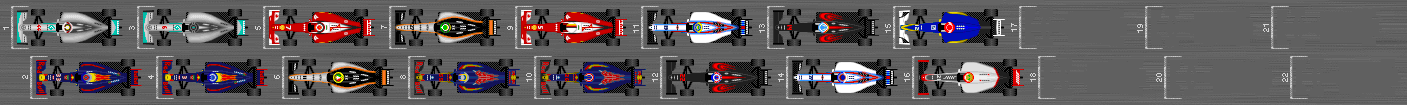
Resultado da Corrida

## Pneus
| Nome do composto | Cor | Banda de rolamento | Condições de condução | Dry Type*                          | Aderência       | Longevidade  |
| ---------------- | --- | ------------------ | --------------------- | ---------------------------------- | --------------- | ------------ |
| Macio            |     | Slick (P Zero™)    | Seco                  | Soft                               | Médio           | Médio        |
| Médio            |     | Slick (P Zero™)    | Seco                  | Medium                             | Médio           | Médio        |
| Duro             |     | Slick (P Zero™)    | Seco                  | Hard                               | Menos Aderência | Mais Durável |
| Intermediário    |     | Sulcos (Cinturato) | Molhado               | Intermediate (água não estagnante) | —               | —            |
| Chuva            |     | Sulcos (Cinturato) | Molhado               | Wet (água estagnante)              | —               | —            |

## Resultados

### Treino Classificatório
| Pos.                     | Nº | Piloto            | Construtor           | Q1       | Q2       | Q3       | Grid |
| ------------------------ | -- | ----------------- | -------------------- | -------- | -------- | -------- | ---- |
| 1                        | 44 | Lewis Hamilton    | Mercedes             | 1:30.739 | 1:29.243 | 1:29.287 | 1    |
| 2                        | 6  | Nico Rosberg      | Mercedes             | 1:30.724 | 1:29.970 | 1:29.606 | 2    |
| 3                        | 33 | Max Verstappen    | Red Bull-TAG Heuer   | 1:31.305 | 1:30.697 | 1:30.313 | 3    |
| 4                        | 3  | Daniel Ricciardo  | Red Bull-TAG Heuer   | 1:31.684 | 1:31.319 | 1:30.618 | 4    |
| 5                        | 7  | Kimi Räikkönen    | Ferrari              | 1:31.326 | 1:31.385 | :30.881  | 5    |
| 6                        | 5  | Sebastian Vettel  | Ferrari              | 1:31.606 | 1:30.711 | 1:31.490 | 11 1 |
| 7                        | 77 | Valtteri Bottas   | Williams-Mercedes    | 1:31.913 | 1:31.478 | 1:31.557 | 6    |
| 8                        | 55 | Carlos Sainz Jr.  | Toro Rosso-Ferrari   | 1:32.115 | 1:31.708 | 1:31.989 | 7    |
| 9                        | 27 | Nico Hülkenberg   | Force India-Mercedes | 1:32.349 | 1:31.770 | 1:32.172 | 8    |
| 10                       | 14 | Fernando Alonso   | McLaren-Honda        | 1:32.281 | 1:31.740 | 1:32.343 | 9    |
| 11                       | 11 | Sergio Perez      | Force India-Mercedes | 1:32.336 | 1:31.875 | —        | 10   |
| 12                       | 19 | Felipe Massa      | Williams-Mercedes    | 1:32.146 | 1:32.002 | —        | 12   |
| 13                       | 8  | Romain Grosjean   | Haas-Ferrari         | 1:32.283 | 1:32.050 | —        | 13   |
| 14                       | 21 | Esteban Gutierrez | Haas-Ferrari         | 1:32.237 | 1:32.241 | —        | 14   |
| 15                       | 26 | Daniil Kvyat      | Toro Rosso-Ferrari   | 1:32.553 | 1:32.306 | —        | 15   |
| 16                       | 20 | Kevin Magnussen   | Renault              | 1:32.729 | 1:37.060 | —        | 16   |
| 17                       | 22 | Jenson Button     | McLaren-Honda        | 1:32.788 | —        | —        | 17   |
| 18                       | 30 | Jolyon Palmer     | Renault              | 1:32.905 | —        | —        | 18   |
| 19                       | 88 | Rio Haryanto      | MRT-Mercedes         | 1:33.098 | —        | —        | 19   |
| 20                       | 94 | Pascal Wehrlein   | MRT-Mercedes         | 1:33.151 | —        | —        | 20   |
| 21                       | 12 | Felipe Nasr       | Sauber-Ferrari       | 1:33.544 | —        | —        | 21   |
| 22                       | 9  | Marcus Ericsson   | Sauber-Ferrari       | S/Tempo  | —        | —        | PL 2 |
| Tempo dos 107%: 1:37.074 |    |                   |                      |          |          |          |      |
| Fonte:                   |    |                   |                      |          |          |          |      |

Notas
↑1  - Sebastian Vettel (Ferrari) perdera cinco posições no grid por conta de uma troca de câmbio.
↑2  - Marcus Ericsson (Sauber) sofreu um acidente no último treino livre e não participou do treino classificatório e largara nos boxes.

### Corrida
| Pos.   | Nu. | Piloto            | Construtor           | Voltas | Tempo/Retirado      | Grid | Pontos |
| ------ | --- | ----------------- | -------------------- | ------ | ------------------- | ---- | ------ |
| 1      | 44  | Lewis Hamilton    | Mercedes             | 52     | 1:34:55.831         | 1    | 25     |
| 2      | 33  | Max Verstappen    | Red Bull-TAG Heuer   | 52     | +8.250              | 3    | 18     |
| 3      | 6   | Nico Rosberg      | Mercedes             | 52     | +16.911 3           | 2    | 15     |
| 4      | 3   | Daniel Ricciardo  | Red Bull-TAG Heuer   | 52     | +26.211             | 4    | 12     |
| 5      | 7   | Kimi Räikkönen    | Ferrari              | 52     | +1:09.743           | 5    | 10     |
| 6      | 11  | Sergio Pérez      | Force India-Mercedes | 52     | +1:16.941           | 10   | 8      |
| 7      | 27  | Nico Hulkenberg   | Force India-Mercedes | 52     | +1:17.712           | 8    | 6      |
| 8      | 55  | Carlos Sainz Jr.  | Toro Rosso-Ferrari   | 52     | +1:25.858           | 7    | 4      |
| 9      | 5   | Sebastian Vettel  | Ferrari              | 52     | +1:31.654 4         | 11   | 2      |
| 10     | 26  | Daniil Kvyat      | Toro Rosso-Ferrari   | 52     | +1:32.600           | 15   | 1      |
| 11     | 19  | Felipe Massa      | Williams-Mercedes    | 51     | + 1 Volta           | 12   |        |
| 12     | 22  | Jenson Button     | McLaren-Honda        | 51     | + 1 Volta           | 17   |        |
| 13     | 14  | Fernando Alonso   | McLaren-Honda        | 51     | + 1 Volta           | 9    |        |
| 14     | 77  | Valtteri Bottas   | Williams-Mercedes    | 51     | + 1 Volta           | 6    |        |
| 15     | 12  | Felipe Nasr       | Sauber-Ferrari       | 51     | + 1 Volta           | 21   |        |
| 16     | 21  | Esteban Gutierrez | Haas-Ferrari         | 51     | + 1 Volta           | 14   |        |
| 17 5   | 20  | Kevin Magnussen   | Renault              | 49     | Câmbio              | 16   |        |
| Ret    | 30  | Jolyon Palmer     | Renault              | 37     | Câmbio              | 18   |        |
| Ret    | 88  | Rio Haryanto      | MRT-Mercedes         | 24     | Saiu da Pista       | 19   |        |
| Ret    | 8   | Romain Grosjean   | Haas-Ferrari         | 17     | Transmissão         | 13   |        |
| Ret    | 9   | Marcus Ericsson   | Sauber-Ferrari       | 11     | Unidade de Potência | 22   |        |
| Ret    | 94  | Pascal Wehrlein   | MRT-Mercedes         | 6      | Saiu da Pista       | 20   |        |
| Fonte: |     |                   |                      |        |                     |      |        |

Notas
↑3  - Nico Rosberg (Mercedes) recebeu 10 segundos de penalidade de tempo em decorrência de uma mensagem passada pela equipe atráves do rádio.
↑4  - Sebastian Vettel (Ferrari) recebeu 5 segundos de penalidade de tempo por forçar o Felipe Massa (Williams) para fora da pista.
↑5  - Kevin Magnussen (Renault) obteve a classificação por completar mais de 90% da corrida.

## Tabela do campeonato após a corrida
Somente as cinco primeiras posições estão incluídas nas tabelas.
| Pos | Piloto           | Pontos | Var |
| --- | ---------------- | ------ | --- |
| 1   | Nico Rosberg     | 168    | 0   |
| 2   | Lewis Hamilton   | 167    | 0   |
| 3   | Kimi Raikkonen   | 106    | 1   |
| 4   | Daniel Ricciardo | 100    | 1   |
| 5   | Sebastian Vettel | 98     | 2   |

| Pos | Construtor           | Pontos | Var |
| --- | -------------------- | ------ | --- |
| 1   | Mercedes             | 338    | 0   |
| 2   | Ferrari              | 204    | 0   |
| 3   | Red Bull-TAG Heuer   | 195    | 0   |
| 4   | Williams-Mercedes    | 92     | 0   |
| 5   | Force India-Mercedes | 73     | 0   |